# Michail Gordejewitsch Drosdowski

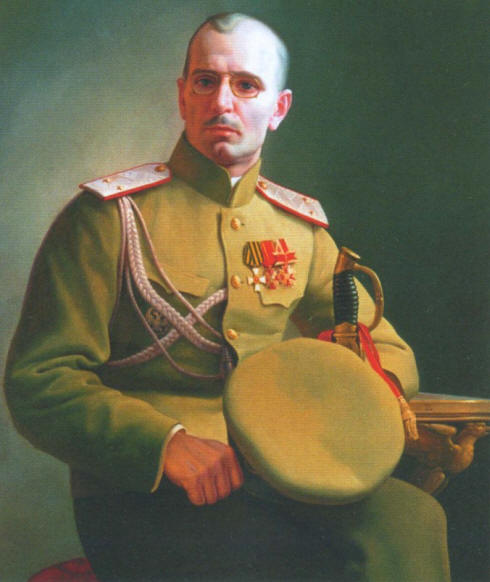
Michail G. Drosdowski

Michail Gordejewitsch Drosdowski (russisch Михаил Гордеевич Дроздовский; * 7. Oktober 1881 in Kiew; † 1. Januar 1919) war ein russischer Offizier und einer der militärischen Führer der antibolschewistischen Weißen Bewegung im Russischen Bürgerkrieg.

## Leben
Drozdowski wurde in Kiew als Sohn eines hochdekorierten Generals des Krimkriegs geboren. Seine Mutter starb, als er zwölf Jahre alt war, und er wurde von seiner älteren Schwester Julia aufgezogen, die im Russisch-Japanischen Krieg als Krankenschwester diente.
Er begann seine militärische Laufbahn im Jahr 1892 im Polozk-Kadettenkorps und nahm später am Russisch-Japanischen Krieg und am Ersten Weltkrieg teil. Nach der Machtübernahme der Bolschewiki verweigerte sich Drosdowski dem neuen Regime und marschierte ab 26. Februar 1918 mit zu ihm loyal stehenden Soldaten (rund 1.100 Mann, unter ihnen hauptsächlich Offiziere) von der rumänischen Front an den Don. Unterwegs schlossen sich ihm und seiner Truppe weitere antibolschewistisch gesinnte Offiziere und Soldaten an. Nach einem rund 1.200 Kilometer langen Marsch erreichte Drosdowskis Truppe am 21. April 1918 Rostow. Der Marsch von Drosdowskis Truppe durch die Ukraine bildete zusammen mit dem sogenannten Eismarsch den Gründungsmythos der Freiwilligenarmee der Weißen im Süden des einstigen Zarenreiches.
Drosdowski wurde im Oktober 1918 im Raum Stawropol, wo er seine Männer wie üblich persönlich in den Kampf geführt hatte, verwundet. Er sollte sich von den Folgen dieser Verwundung nicht mehr erholen und starb am Neujahrstag 1919. Die Kampfeinheit, deren Begründer er war, galt im Russischen Bürgerkrieg als eine Eliteeinheit der Weißen Armee. Sie nahm auch nach dem Tod ihres bald schon zur Legende verklärten Begründers an allen wesentlichen Feldzügen gegen die Bolschewiki in Südrussland teil.